# 菁寮聖十字架天主堂
菁寮聖十字架天主堂は台湾 台南市後壁区菁寮墨林里294-1号に所在するカトリック台南教区の教会およびその聖堂である。この聖堂は1960年に建設され、設計はドイツの建築家ゴットフリート・ベーム (Gottfried Böhm) によるものである。
ベームが1986年にプリツカー賞を受賞して以来、この聖堂は台湾における建築価値と時代の意義においてより注目を集めるようになった。この聖堂は2001年の台湾歴史建築百景において、第23位に選ばれている。聖堂左側のニッチに聖体礼拝堂があり、内部には極小の十字架をちりばめた繊維の十字架や、聖マリア・ゴレッティの聖遺物が安置されている。

## 建築の特色
本聖堂の建築は「鐘楼」、「洗礼堂」、「聖殿」および「聖体小堂」よりなる4隅の尖塔で構成されている。その最大の特徴は外部がアルミ板で覆われた尖塔で、円錐の頂点には「雄鶏」、「鳩」、「十字架」および「王冠」のキリスト教信仰のそれぞれ異なったシンボルが据えられており、これら空間の特別な意義と作用を示している。これら収穫の後の田畑に積まれた草のような尖塔は、また幕屋にも似て、「人の世に住まう神の幕屋」を意味している。
このほか、本聖堂の真紅の木質建具や不規則模様のガラスは、地元の伝統的な赤壁・赤瓦の建築と強烈なコントラストを形成し、当地のランドマークにもなっている。

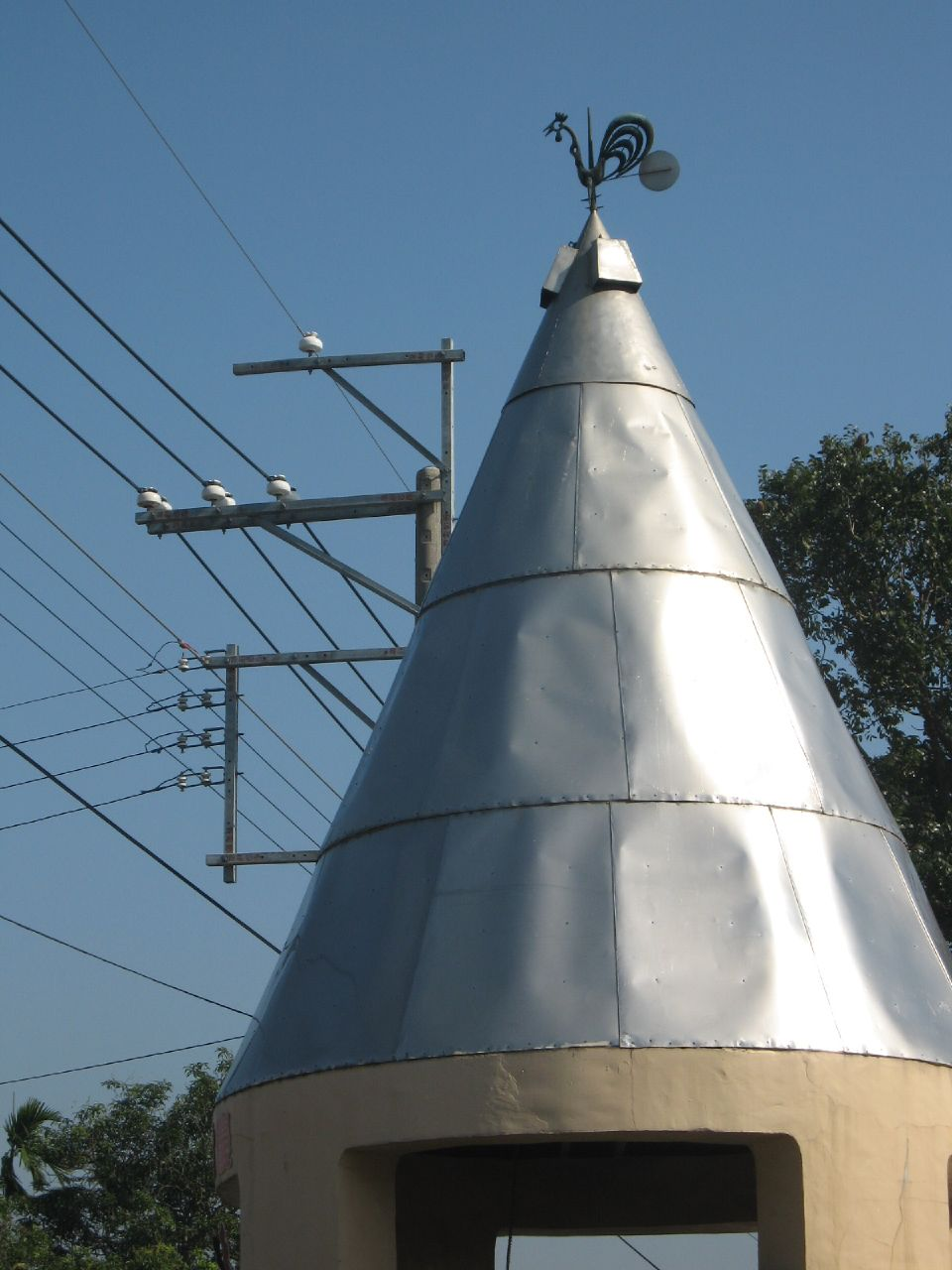
「雄鶏」の尖塔
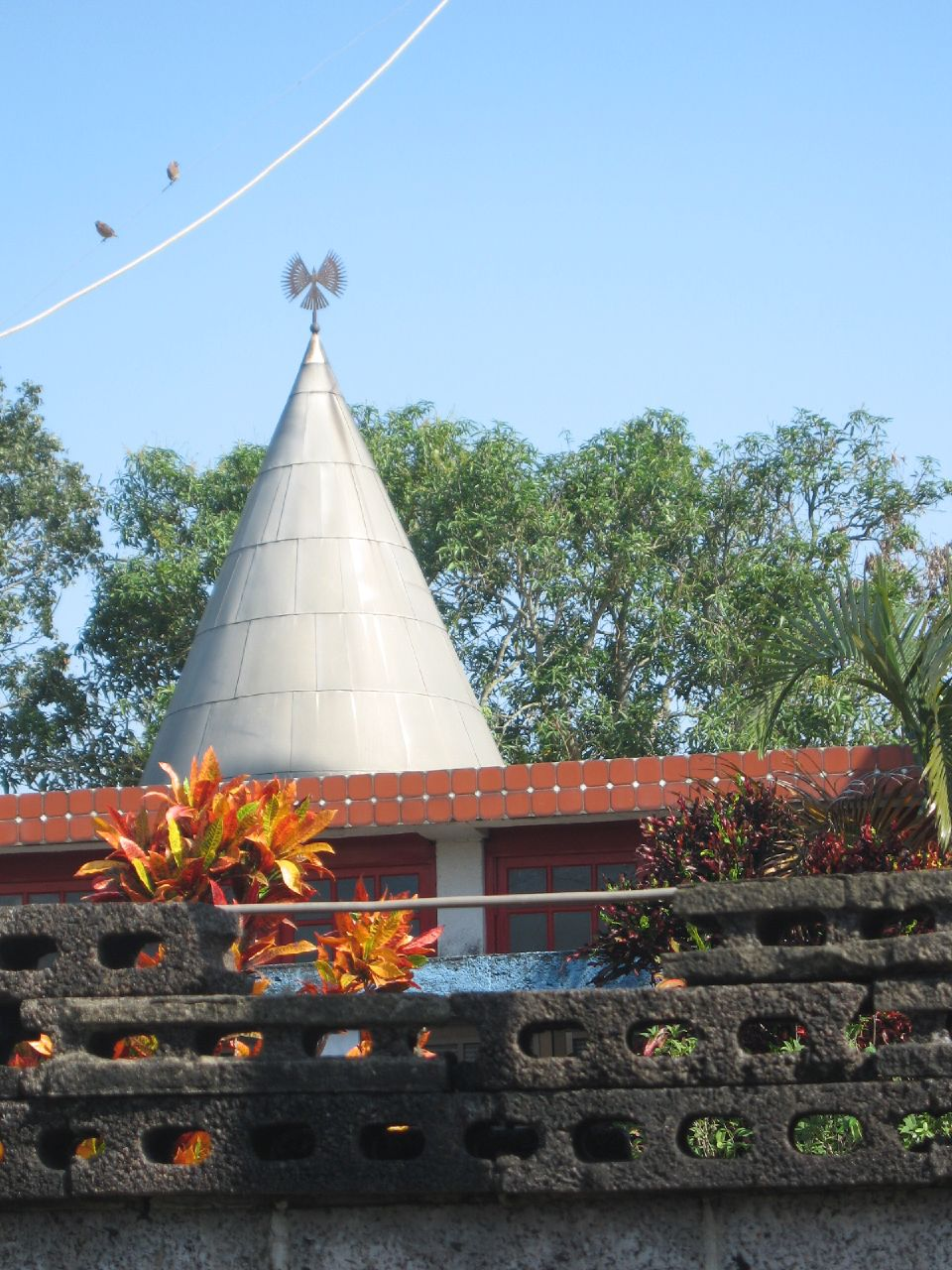
「鳩」の尖塔
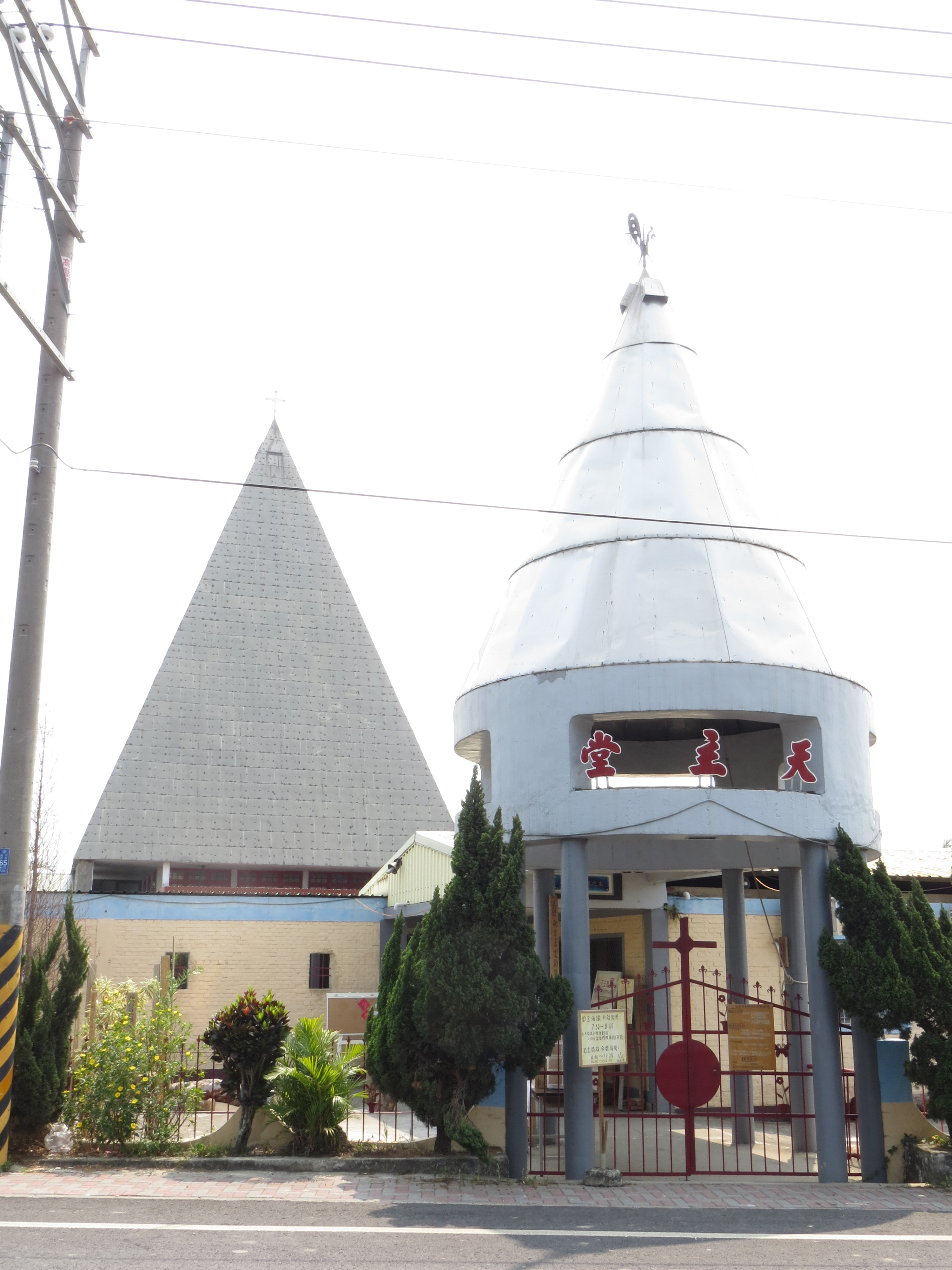
正門

## 交通
- 最寄駅：後壁駅(台鉄嘉義駅から区間車で約14分)
- 台湾新幹線最寄駅：嘉義駅(黃9と33系統バスが乗換出来る）